# Course aérienne de Londres à Manchester de 1910

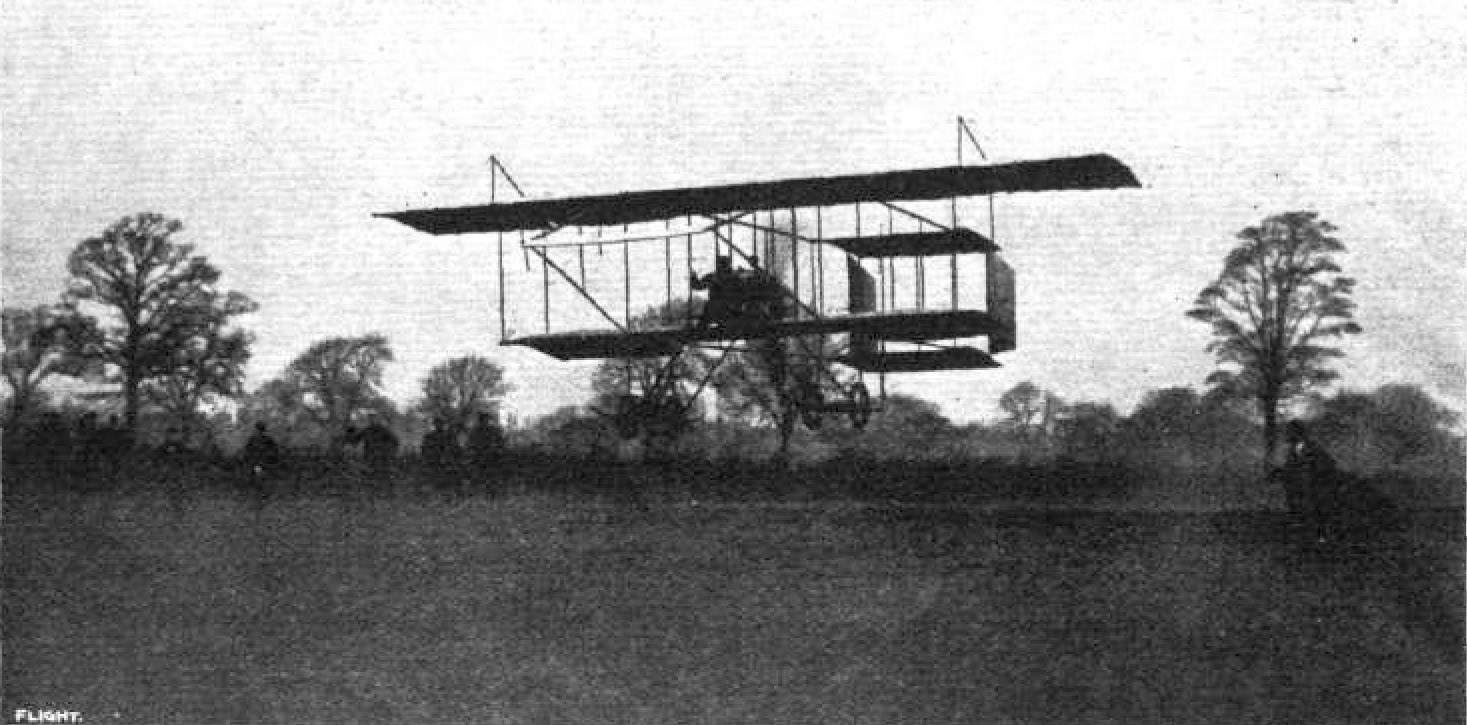
Paulhan atterrit en vainqueur du défi sur son biplan Farman III à Didsbury.

La course aérienne de Londres à Manchester de 1910 oppose deux aviateurs, chacun essayant de gagner un défi aérien entre Londres et Manchester, avec un « plus lourd que l'air » motorisé. Ce défi est initialement proposé par le quotidien Daily Mail en 1906. Le Français Louis Paulhan gagne le prix de 10 000 livres en avril 1910.
Claude Grahame-White, un Anglais du Hampshire se lance dans la première tentative. Il décolle de Londres le 23 avril 1910, et effectue son premier arrêt, planifié, à Rugby. Son biplan connait ensuite des problèmes moteur, le forçant à atterrir à nouveau près de Lichfield. Par la suite, de forts vents lui rendent la poursuite de ce voyage impossible, et son aéroplane subit d'autres dommages au sol, lorsque le vent le retourne.
Pendant que l'avion de Grahame-White est en réparations à Londres, Paulhan décolle tard le 27 avril, en direction de Lichfield. Quelques heures après, Grahame-White est avisé du départ de Paulhan et engage sa poursuite immédiatement. Le lendemain matin, après un décollage nocturne sans précédent, il a presque rattrapé Paulhan, mais son aéroplane est en surpoids et il est contraint de concéder la défaite. Paulhan atteint Manchester tôt le 28 avril et gagne le défi. Les deux aviateurs célèbrent ensemble sa victoire par un déjeuner à l'hôtel Savoy de Londres.
L'événement constitue la première course d'aéroplanes à longue distance en Angleterre, et elle voit le premier décollage nocturne d'un plus lourd que l'air, ainsi que le premier vol motorisé pénétrant dans Manchester depuis l'extérieur de la ville. Paulhan répète ce voyage en avril 1950, à l'occasion du 40e anniversaire du vol initial, mais cette fois-ci comme passager d'un chasseur à réaction britannique.

## Histoire
Le 17 novembre 1906, le quotidien Daily Mail promet une prime de 10 000 livres au premier aviateur qui couvrirait les 185 miles (environ 300 km) entre Londres et Manchester, en moins de 24 heures et avec deux escales au maximum. Le défi stipulait également que les décollages et atterrissages devraient se dérouler dans des lieux distants au plus de 5 miles (environ 8 km) des sièges du journal dans ces deux villes. Les vols d'appareils à moteur constituaient alors une invention relativement récente et les propriétaires du journal se passionnaient pour le développement de cette industrie. En 1908, ils avaient offert 1 000 livres pour la première traversée de la Manche, gagnée le 25 juillet 1909 par l'aviateur français Louis Blériot. Ils avaient également promis 1 000 livres au premier vol circulaire d'un mile de long effectué par un aviateur britannique, sur un aéroplane britannique, prix remporté le 30 octobre 1909 par l'aviateur anglais John Moore-Brabazon. En 1910, deux hommes relevèrent le défi du journal remontant à 1906 : un Anglais, Claude Grahame-White, et un Français, Louis Paulhan.
Claude Grahame-White, né en 1879 dans le Hampshire, Angleterre, fut élevé à l'école de Crondall House, à Farnham, puis au Lycée de Bedford. Apprenti d'une firme locale d'ingénierie, il travailla ultérieurement pour son oncle Francis Willey, 1er Baron Barnby. Il lança sa propre affaire de véhicules à moteur à Bradford, avant de partir en Afrique du Sud pour chasser le gros gibier. En 1909, inspiré par la traversée aérienne historique la Manche de Louis Blériot, il alla en France pour apprendre à piloter et en janvier de l'année suivante, il devint l'un des premiers Anglais à obtenir en 1910 un certificat d'aviateur. Il lança également une école de pilotage à Pau.
Isidore Auguste Marie Louis Paulhan, plus connu sous le nom de Louis Paulhan, est né en 1883 à Pézenas, dans le sud-est de la France. Après une bref engagement sous les drapeaux, il travailla à l'usine Voisin à Paris où il gagna un concours de conception avec comme prix un biplan Farman. En 1909, il apprit seul à voler, et devint le premier Français à recevoir une licence de pilote. Paulhan n'était pas un étranger pour le public britannique ; récemment, en octobre 1909, il avait participé à une compétition dans une réunion aérienne à Blackpool, et peu après, avait réalisé un vol de démonstration au-dessus du circuit automobile de Brooklands. Paulhan avait pris part à de nombreuses démonstrations aériennes, dont plusieurs aux États-Unis, et à Douai, où en juillet 1909, il avait établi de nouveaux records d'altitude et de durée de vol,.

### Premier essai par Grahame-White

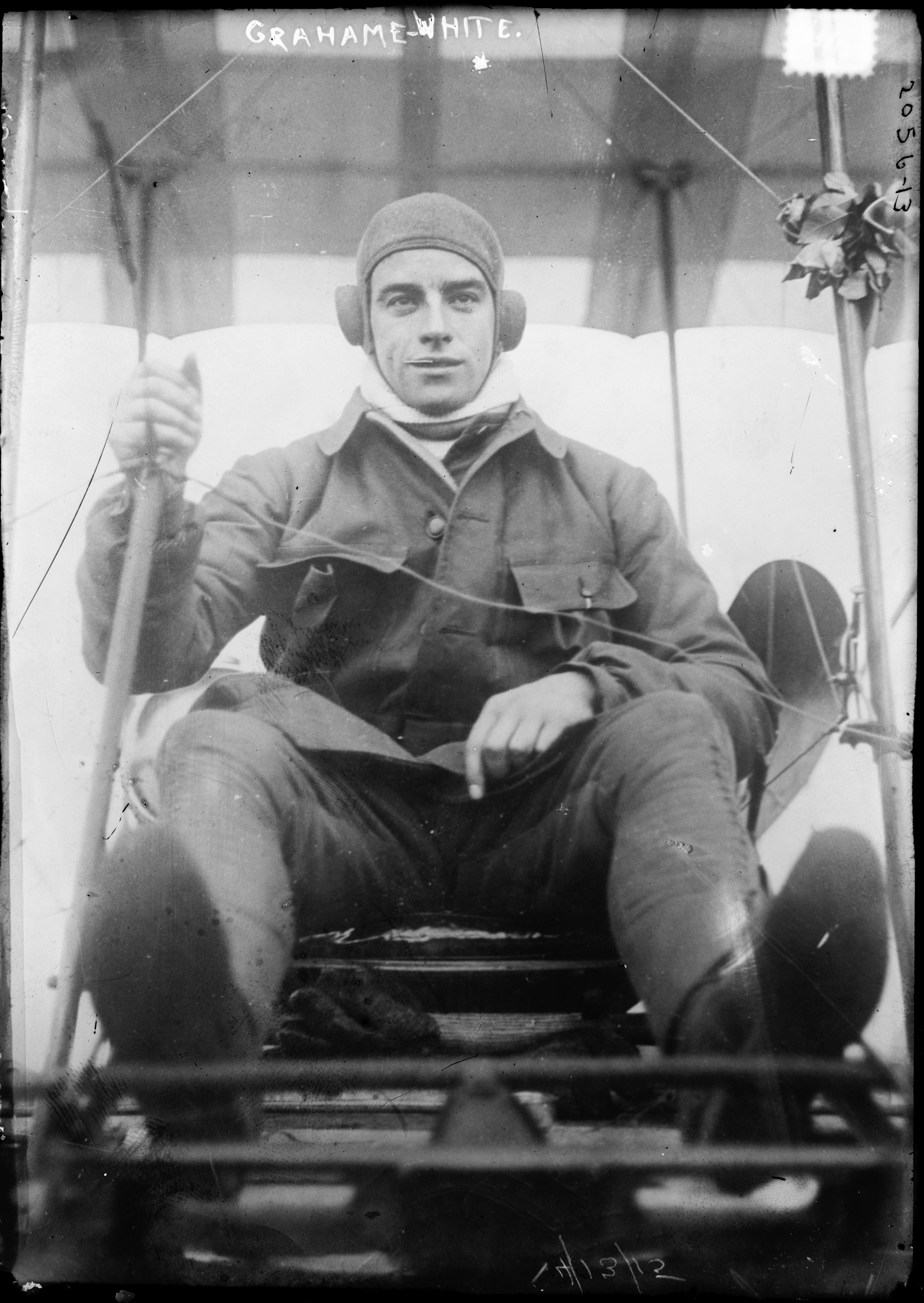
Claude Grahame-White (non daté).

Claude Grahame-White fut le premier à tenter l'exploit. Il avait prévu de décoller à 5 heures du matin, le 23 avril 1910, près de l'hôtel Plumes, dans la banlieue londonienne de Park Royal. Une foule de journalistes et de badauds s'y rassembla à partir de 4 heures, d'autres arrivant encore en voiture : il y eut finalement jusqu'à 2 à 300 personnes. Le Times décrivit le ciel comme « clair et étoilé », et les conditions météo comme « très froides, puisqu'avec une légère gelée ». Grahame-White arriva vers 4 h 30 et commença de préparer son biplan Farman III. On amena l'aéroplane sur le terrain depuis le parc où il était stationné, et on démarra son moteur rotatif à 7 cylindres de 50 chevaux. Après l'avoir laissé chauffer, Grahame-White s'assit. Plusieurs personnes lui manifestèrent leurs vœux, dont sa sœur, sa mère et Henry Farman. Il amena le biplan à une cinquantaine de mètres, à travers la pelouse gelée, et décolla vers 5 h 12 du matin. Avant de modifier sa direction vers le point du début de la course, un gazomètre à Wormwood Scrubs, situé comme l'exigeait le règlement de la course dans un rayon de 5 miles du siège londonien du Daily Mail,,.
Bruyamment applaudi par les milliers de spectateurs ayant anticipé son arrivée, Grahame-White survola le point de départ et vira au nord-ouest vers Wembley. Juché sur la couverture du gazomètre, Harold Perrin, secrétaire du Royal Aero Club, agita un drapeau indiquant le départ de la tentative de Grahame-White. Vers 5 h 35, l'aviateur survolait Watford, et à 6 h 15, Leighton Buzzard. Des foules de spectateurs étaient là pour l'applaudir pendant son survol de la ligne de chemin de fer de la London and North Western Railway, à une centaine de mètres d'altitude. Pendant ce temps, Perrin et deux mécaniciens de Gnome et Rhône, le fournisseur du moteur du Farman III, embarquèrent dans une des automobiles et prirent la direction de Rugby. Sur le chemin, une voiture prit un raccourci à travers champs et percuta un talus. L'un des occupants fut sérieusement blessé,.
Grahame-White effectua sa première escale à Rugby juste après 7 h 15 du matin. Une des automobiles parties de Londres arriva à peu près dix minutes avant son atterrissage, et ses mécaniciens vérifièrent son aéroplane. Des nouvelles de son décollage de Londres étaient parvenues dans le voisinage, et une foule importante s'était rassemblée. Un groupe de scouts la tenait éloignée de l'aéroplane. Grahame-White fut emmené à la ferme voisine de Gellings Farm, où il put boire un café et manger des biscuits, et raconter son expédition à l'assistance. « Il faisait un froid à fendre les pierres tout au long du parcours… et j'avais froid dès le départ. J'avais mal aux yeux vers la fin, et mes doigts étaient pratiquement gelés. » La vitesse de Grahame-White a été estimée aux alentours de 65 km/h. Quelques véhicules qui le suivaient depuis Londres n'arrivèrent pas avant qu'il fut posé depuis déjà longtemps.
Il redécolla vers 8 h 25 du matin, mais ne put atteindre son étape suivante prévue à Crewe. À peu près 30 miles après sa sortie de Rugby, un problème sur les vannes d'admission du moteur l'obligèrent à atterrir dans un champ à Hademore, à quatre miles de Lichfield, à peu près au kilomètre 115 d'un parcours total de 185 kilomètres. À l'atterrissage, il endommagea un patin et il appela ses mécaniciens par télégraphe. Pendant qu'on procédait aux réparations nécessaires, Grahame White prit son déjeuner, et alla dormir quelques heures, veillé par sa mère arrivée en auto. Pendant ce temps, une foule importante de spectateurs intéressés s'était à nouveau rassemblée, et le fermier possédant le champ leur demanda un droit d'entrée. Des soldats d'une caserne voisine empêchaient le public de s'approcher trop près du biplan.
Avec le coucher du soleil, le vent forcit, et à 19 heures, Grahame-White reconnut que les forts vents rendaient impossible toute amélioration. Il décida de recommencer à 3 heures du matin, en espérant rallier Manchester, vers l'heure limite de 5 h 15, mais à 3 h 30, il abandonna sa tentative, en affirmant qu'il ferait le voyage jusqu'à Manchester pour un nouvel essai à partir de cette ville. Il donna l'ordre aux soldats d'arrimer l'aéroplane au sol, mais ces instructions furent ignorées. La nuit suivante, l'aéroplane fut renversé par de forts coups de vent, et il fut sévèrement endommagé,.

### Tentative de Paulhan

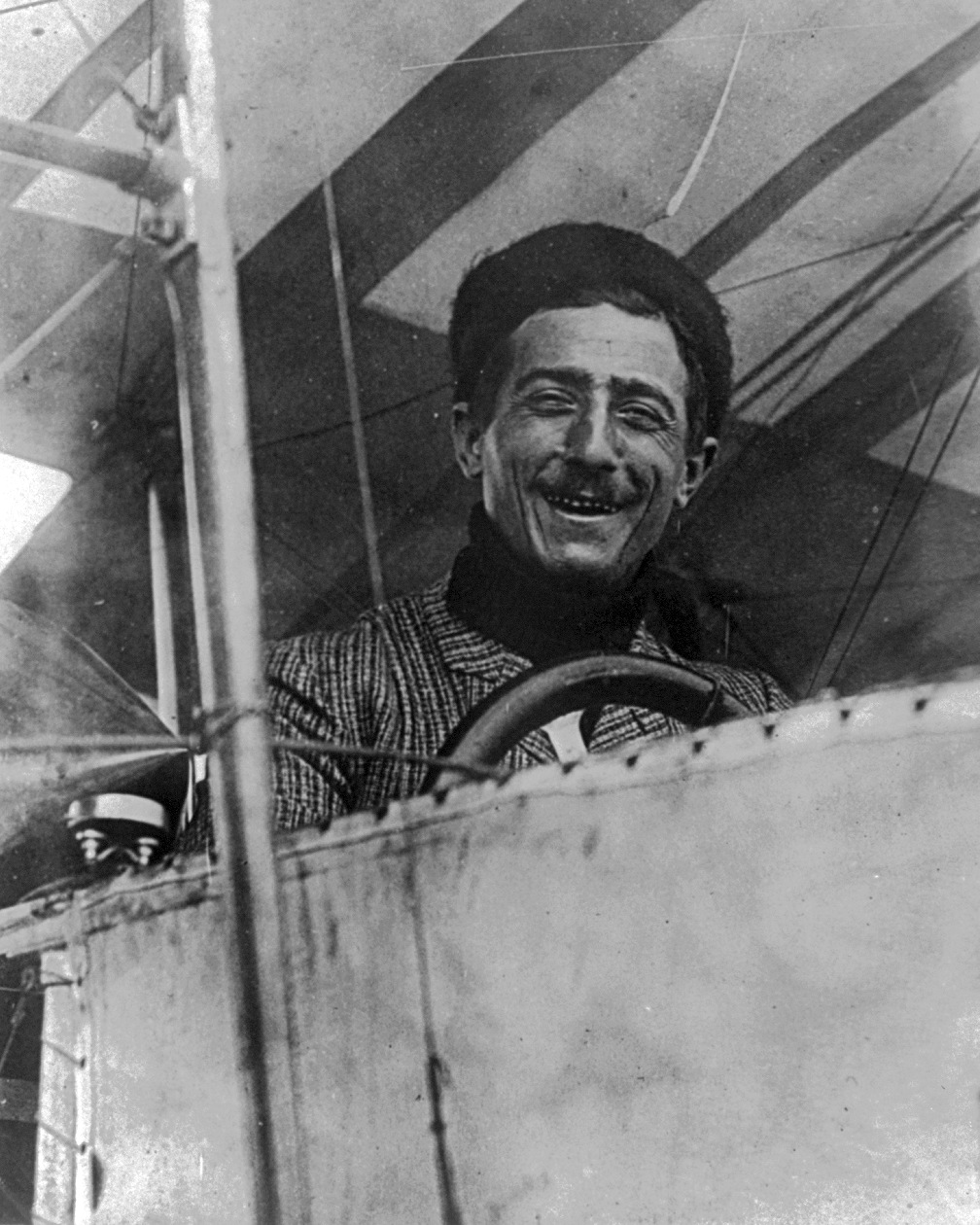
Louis Paulhan (1909)

Le biplan de Grahame-White fut ramené à Londres, et, le 25 avril, était en cours de réparation à Wormwood Scrubs, dans le hangar du Daily Mail. Paulhan, arriva à Douvres en provenance de Californie où il avait réalisé des vols d'exhibition. Un autre concurrent, Émile Dubonnet entra également formellement en compétition, et devait faire une tentative quelques jours plus tard. Le 27 avril 1910, le biplan de Paulhan, un modèle plus récent que celui de Grahame-White fut amené à Hendon, sur le site devenu maintenant la branche londonienne du Musée de la Royal Air Force.
Il fut assemblé en moins de onze heures et à 17 h 21, ce jour-là, Paulhan décolla pour le cimetière de Hampstead, sa ligne de départ officielle. Il y arriva dix minutes plus tard, vola vers Harrow, et commença à suivre la route de la London and North Western Railway. La compagnie ferroviaire s'était préparée à l'évènement en peignant en blanc les traverses de la voie ferrée sur la ligne à suivre par les concurrents. Paulhan était suivi par un train spécial, à bord duquel se trouvait Mme Paulhan, son épouse, et Henry Farman. D'autres partisans suivaient en voiture.
Grahame-White avait tenté de faire un vol d'essai plus tôt dans la journée, mais l'importance de la foule avait entravé ses efforts, et il ne fut pas en mesure de décoller. Après deux jours passés à superviser la reconstruction de son aéroplane, il s'était retiré dans un hôtel voisin pour prendre un peu de repos. Vers 18 h 10, on le réveilla avec la nouvelle du début de tentative de Paulhan, et il décida de se lancer à sa poursuite. Cette fois-ci, il n'eut pas de mal trouver un passage au travers de la foule. Il démarra le moteur de son biplan et vers 18 h 29, il passait la ligne de départ. Près d'une heure après, il survola Leighton Buzzard, au moment même où Paulhan survolait Rugby. Comme la nuit approchait, Grahame-White posa son aéroplane dans un champ proche de la voie ferrée à Roade, dans le Northamptonshire,. Quinze minutes plus tard, Paulhan atteignait Lichfield, où après un vol de près de 190 kilomètres, il n'avait plus de carburant. Il s'arrangea pour poser son biplan dans un champ près de la gare de la ligne Lichfield Trent Valley,. L'aéroplane fut arrimé au sol, et Paulhan s'en alla avec ses amis pour passer la nuit dans un hôtel voisin. Pendant ce temps, Grahame-White était hébergé chez un certain Docteur Ryan. Les deux aviateurs avaient l'intention de repartir à 3 heures le lendemain matin.
Toujours à 90 kilomètres derrière le Français, Grahame-White prit une décision historique : il allait réaliser un vol de nuit sans aucun précédent. Guidé par les projecteurs des autos de ses partisans, il décolla à 2 h 50 du matin. Dans les minutes précédant son envol, il avait toutefois frôlé l'accident. Alors qu'il se penchait en avant pour s'installer plus confortablement, sa veste avait frotté l'interrupteur d'allumage, et il avait involontairement arrêté le moteur, mais il corrigea son erreur rapidement et put alors continuer. Guidant sa course sur les lumières des gares ferroviaires, à travers la nuit noire, il atteint Rugby en quarante minutes, et à 3 h 50 du matin, il passait Nuneaton. Bien qu'il avançât correctement, Grahame-White emportait une grosse charge de carburant et d'huile, et le moteur n'avait pas suffisamment de puissance pour élever l'aéroplane au-dessus des hautes terres vers lesquelles il se dirigeait. Il se posa déçu à Poesworth, à peu près à 170 kilomètres de Londres, et seulement 15 kilomètres derrière Paulhan. Quelques minutes plus tard, le Français, ignorant les derniers progrès de Grahame-White, reprenait sa course. Il passa au-dessus de Stafford à 4 h 45 du matin, Crewe à 5 h 20, et à 5 h 32, il atterrit au terrain de Barcicroft Fields, près de Didsbury, à l'intérieur des cinq miles des bureaux du Daily Mail de Manchester, gagnant ainsi le défi. Ses partisans furent emmenés en train à une réception civique donnée à l'Hôtel de ville par le Lord-Maire de Manchester. Grahame-White fut averti du succès de Paulhan, et d'après les témoins, s'écria « Mesdames et messieurs, le prix de 10 000 livres a été gagné par Louis Paulhan, le meilleur aviateur que le monde ait jamais connu. En comparaison, je ne suis qu'un novice. Trois ban pour Paulhan ! » Il alla se coucher, laissant ses mécaniciens réparer son aéroplane, et plus tard envoya à Paulhan un télégramme le félicitant de sa performance. Grahame-White essaya de reprendre son voyage jusqu'à Manchester, et il atteint Tamworth, mais il abandonna ensuite le vol,,.

### Présentation

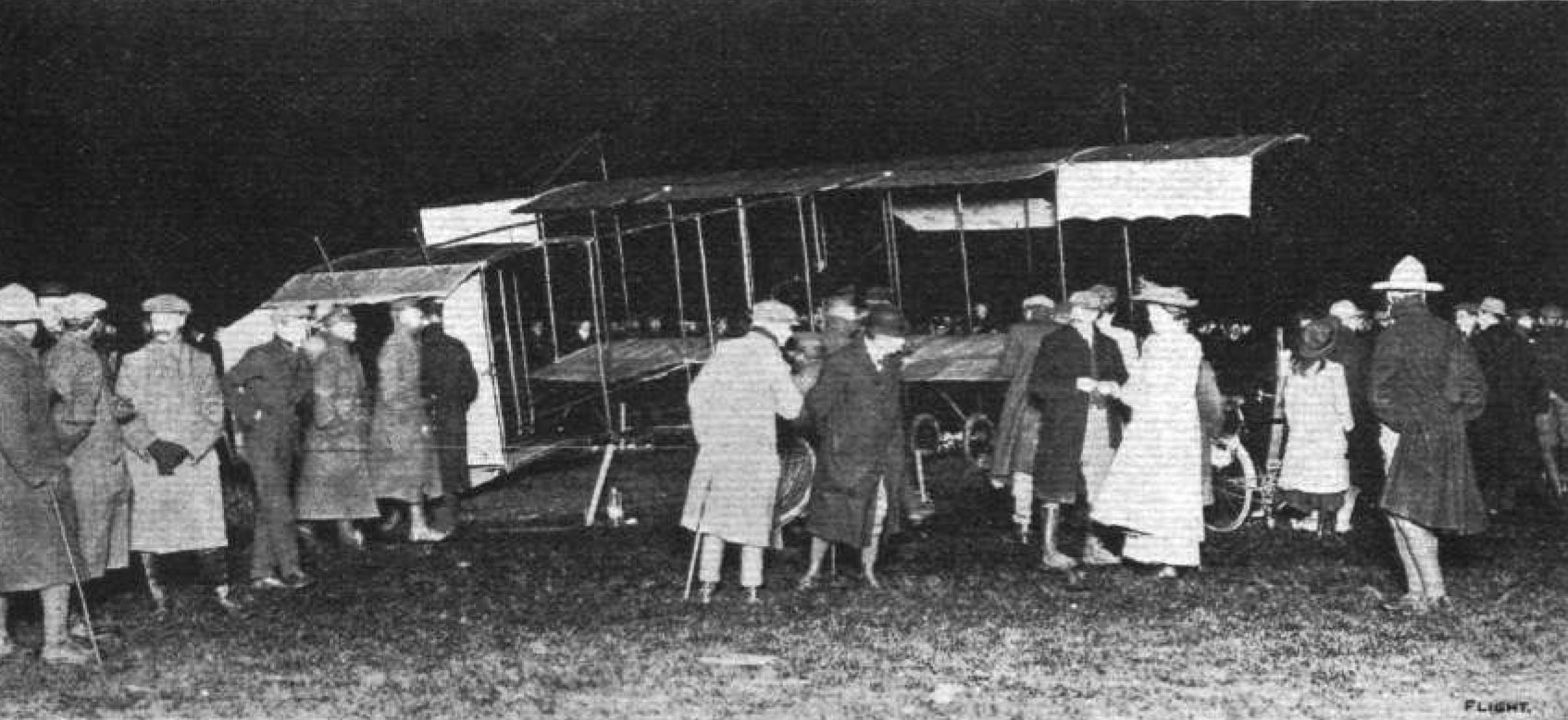
L'aéroplane de Paulhan à Lichfield, le mercredi matin 27 avril 1910-.

La présentation de Paulhan eut lieu à la remise de son prix, une cassette dorée contenant un chèque de 10 000 livres, lors d'un déjeuner à l'hôtel Savoy de Londres, présidé par l'éditeur du Daily Mail, Thomas Marlowe en lieu et place de Lord Northcliffe, et auquel assistaient, entre autres, Paul Cambon, ambassadeur de France. Grahame-White reçut un lot de consolation consistant en une coupe gravée, plaquée argent, pleine de roses rouges et blanches,.

« Me voici en Angleterre pour la seconde fois et je dois dire que je n'ai jamais reçu un accueil plus cordial dans aucun des pays que j'ai visité. Je crois sincèrement que la victoire que j'ai gagnée appartient de droit à votre courageux et brillant compatriote, M. Grahame-White. [Applaudissements.] Je suis fier de l'avoir eu comme rival ans cette bataille des airs. Au nom des aviateurs aussi bien de France que de tous les autres pays, je présente mes félicitations au grand journal anglais, le Daily Mail, qui par son Prix somptueux a stimulé de façon inestimable la science de l'aviation, et a ainsi contribué plus que toute autre agence à la conquête des airs. »

— Louis Paulhan, discours d'acceptation,.

## Héritage
Les évènements du 27 et 28 avril constituèrent la première course aérienne à longue distance, et enregistrèrent également le premier décollage de nuit d'un plus lourd que l'air. La décision de Grahame-White prouva que le décollage, le vol et la navigation de nuit étaient possibles, pourvu que le pilote fût capable d'évaluer sa position par rapport au sol. Grahame-White le fit avec l'aide de ses amis, l'un d'entre eux éclairant avec les phares de son automobile les murs d'un bâtiment public. L'arrivée de Paulhan à Didsbury marqua l'arrivée du premier vol motorisé dans la ville de Manchester depuis un point quelconque de l'extérieur. Une plaque bleue commémore sa réussite au fronton du 25-27 Paulhan Road, une paire de maisons semi-mitoyennes, près du site de son atterrissage.
Dans les semaines qui suivirent sa victoire, le Daily Mail offrit une nouvelle prime de 10 000 livres au premier aviateur qui parcourrait en une seule journée un circuit de mille miles (1 609 kilomètres) en Grande-Bretagne, avec onze arrêts obligatoires à intervalles fixes. Le défi fut réussi par M. Beaumont, le 26 juillet 1911, en à peu près 22 heures et demie. Paulhan et Grahame-White entrèrent à nouveau en compétition en 1910, pour le Prix de 1 000 livres du journal pour le plus grand vol cumulé dans le pays, que Paulhan remporta.
Le vingt-cinquième anniversaire du vol fut célébré à l'Aéro-Club de France à Paris, le 16 janvier 1936. Outre Paulhan et Grahame-White, étaient présents au banquet le ministre français de l'Air Victor Denain, le prince George Valentin Bibescu, président de la FAI, Harold Perrin, et un nombre d'autres notables et dignitaires de même que des pionniers de l'aviation et constructeurs tels que Farman, Voisin, Breguet, Caudron, Louis Blériot et Anzani.
Bien qu'il se eût alors cessé de voler, le 28 avril 1950, pour le quarantième anniversaire du vol, Paulhan recommença le voyage de Londres à Manchester, cette fois-ci comme passager à bord d'un Gloster Meteor T7, la variante d'entraînement biplace du premier chasseur à réaction britannique. Après avoir voyagé à 650 km/h, le français de 67 ans déclara : « C'était magnifique. C'était tout ce dont j'ai jamais rêvé pour l'aviation : pas d'hélice, pas de vibration. » Le Daily Mail l'accueillit au Royal Aéro-Club de Londres où il fut accompagné de son ancien rival, Claude Grahame-White.